# Mật danh Iris
Mật danh Iris (tiếng Hàn: 아이리스) là một bộ phim truyền hình Hàn Quốc 2009 về gián điệp với sự tham gia của Lee Byung-hun, Kim Tae-hee, Jung Joon-ho, Kim Seung-woo, Kim So-yeon, T.O.P (Choi Seung-hyun) của Big Bang. Phim được phát sóng trên KBS2 từ 14 tháng 10 đến 17 tháng 12 năm 2009, vào mỗi thứ tư và thứ năm lúc 21:55 gồm 20.
Với kinh phí 20 tỉ won (17 triệu USD), chuyển thể từ Athena: Goddess of War, phim Hàn Quốc có phí thu đắt nhất.

## Ratings
| # Tập      | Ngày phát sóng            | Bình quân người xem | Bình quân người xem | Bình quân người xem | Bình quân người xem |
| # Tập      | Ngày phát sóng            | TNmS Ratings        | TNmS Ratings        | AGB Nielsen         | AGB Nielsen         |
| # Tập      | Ngày phát sóng            | Toàn quốc           | Khu vực Seoul       | Toàn quốc           | Khu vực Seoul       |
| ---------- | ------------------------- | ------------------- | ------------------- | ------------------- | ------------------- |
| 1          | ngày 14 tháng 10 năm 2009 | 24.5%               | 25.4%               | 20.3%               | 21.3%               |
| 2          | ngày 15 tháng 10 năm 2009 | 25.3%               | 26.1%               | 23.0%               | 24.7%               |
| 3          | ngày 21 tháng 10 năm 2009 | 27.9%               | 29.3%               | 25.9%               | 27.5%               |
| 4          | ngày 22 tháng 10 năm 2009 | 26.2%               | 27.2%               | 23.8%               | 25.2%               |
| 5          | ngày 28 tháng 10 năm 2009 | 29.6%               | 30.3%               | 26.7%               | 28.1%               |
| 6          | ngày 29 tháng 10 năm 2009 | 28.9%               | 29.8%               | 27.7%               | 29.0%               |
| 7          | ngày 4 tháng 11 năm 2009  | 30.7%               | 31.1%               | 27.8%               | 27.9%               |
| 8          | ngày 5 tháng 11 năm 2009  | 30.9%               | 31.9%               | 27.1%               | 27.4%               |
| 9          | ngày 11 tháng 11 năm 2009 | 32.7%               | 33.3%               | 28.2%               | 28.9%               |
| 10         | ngày 12 tháng 11 năm 2009 | 33.7%               | 34.5%               | 28.6%               | 29.7%               |
| 11         | ngày 18 tháng 11 năm 2009 | 34.1%               | 34.9%               | 29.3%               | 30.1%               |
| 12         | ngày 19 tháng 11 năm 2009 | 31.3%               | 32.3%               | 28.0%               | 29.9%               |
| 13         | ngày 25 tháng 11 năm 2009 | 32.0%               | 32.5%               | 29.6%               | 31.0%               |
| 14         | ngày 26 tháng 11 năm 2009 | 32.5%               | 33.4%               | 27.4%               | 27.7%               |
| 15         | ngày 2 tháng 12 năm 2009  | 34.7%               | 35.5%               | 30.6%               | 32.5%               |
| 16         | ngày 3 tháng 12 năm 2009  | 35.7%               | 36.5%               | 31.3%               | 32.8%               |
| 17         | ngày 9 tháng 12 năm 2009  | 37.2%               | 39.1%               | 32.8%               | 34.0%               |
| 18         | ngày 10 tháng 12 năm 2009 | 35.7%               | 37.8%               | 32.2%               | 32.9%               |
| 19         | ngày 16 tháng 12 năm 2009 | 35.0%               | 36.4%               | 31.6%               | 33.2%               |
| 20         | ngày 17 tháng 12 năm 2009 | 39.9%               | 41.8%               | 35.5%               | 37.3%               |
| Trung bình | Trung bình                | 31.9%               | 33.0%               | 28.4%               | 29.6%               |
| Đặc biệt   | ngày 23 tháng 12 năm 2009 | 12.0%               | 12.8%               | 10.0%               | 10.5%               |

## Truyền hình quốc tế
| Quốc gia    |  | Kênh                      | Tên                               |
| ----------- |  | ------------------------- | --------------------------------- |
| Nhật Bản    |  | Tokyo Broadcasting System | IRIS-アイリス-                    |
| Hồng Kông   |  | TVB Drama TVB HD Jade     | Iris                              |
| Hồng Kông   |  | Xing Kong                 | Iris                              |
| Đài Loan    |  | ETTV                      | Iris                              |
| Ba Lan      |  | Tele 5                    | Irys                              |
| Bulgaria    |  | bTV                       | Ирис                              |
| Botswana    |  | Botswana TV               | IRIS                              |
| Ấn Độ       |  | Puthuyugam TV             | Iris ஐரிஸ் (K-Series)               |
| Việt Nam    |  | HTV2                      | Mật danh Iris                     |
| Brasil      |  | Globosat                  | IRIS- Organização Secreta Coreana |
| Philippines |  | GMA Network               | "IRIS"                            |